# Barbonymus altus
Cá he nghệ hay còn gọi là cá he vàng (Danh pháp khoa học: Barbonymus altus) là một loài cá nước ngọt trong họ cá chép phân bố ở Đông Nam Á. Loài này sống ở vùng sông Mê Kông và bồn địa sông Chao Phraya. Ở Việt Nam, chúng được bắt gặp nhiều ở vùng Đồng bằng sông Cửu Long, người dân quê thường đánh bắt loại cá này khi vào mùa nước nổi, chúng là một loài cá làm nguyên liệu để chế biến nhiều món ăn.

## Đặc điểm
Cá he vàng có đuôi và kỳ màu đỏ, khi loài cá he lớn, ngoài đuôi và kỳ màu đỏ chúng còn có cái mang và vảy cá ửng màu vàng, nên thường gọi loại cá he này là cá he nghệ. Cá he vàng có kỳ, vi, đuôi đỏ, vẩy trắng, mịn, mềm, chúng khá giống cá dảnh về hình dáng, màu vẩy trắng toát, nhưng kỳ vi, đuôi lại cùng màu với vẩy, hơi sậm hơn màu trắng của vẩy một chút.
Cá he nghệ và cá he thường, nếu trọng lượng bằng nhau, người ta thấy cá he thường to con hơn, chiều dài, chiều ngang lớn hơn cá he nghệ. Cá he nghệ, mình dầy hơn, cái nọng to hơn, chúng có cái nọng to vàng tươm và đậm, và thịt ngon.
Cá he nghệ ngon béo và cũng quý hiếm trong họ cá mè ở Việt Nam. Vẩy cá he nghệ cũng trắng nhưng màu trắng có pha ẩn màu vàng nên người ta mới gọi là cá he nghệ là nói đến màu vàng của nó. Cái cổ cúc của cá he nghệ cũng dầy, thịt nhiều hơn cá he thường. Chúng có rất nhiều xương nhỏ lý tí. Cái bụng cá là chỗ không có xương nhỏ, chỉ có xương hai bên lườn to và xuôi xuống, rất dễ tách ra. Từ họng đến hết lườn cá là chỗ ngon nhất, không có xương, cái đầu cá dù nhỏ nhưng ăn rất béo, bùi.
Cá he nghệ trên các kinh rạch miền Tây cũng nhiều nhưng so với các loại cá khác thì cá he tương đối ít hơn. Cá he ưa trú ẩn trong những nhánh tre bó lại thành từng bó bằng một vòng ôm. Cá he rất tinh khôn, hơn nữa, lâu quá, thả mồi nhiều cá ăn no bụng, cá đi mất. Vào cuối tháng chín, đầu tháng mười âm lịch, thế hệ cá sinh sản vào tháng tư, tháng năm nay đều lớn. 

## Tập tính ăn
Cá he nghệ thích ăn cám rang, hột trái ké, dây cứt quạ, lúa rang. Các miệt Tân Châu, Châu Đốc cá he được nuôi trong các bè nổi trên sông và mồi cho cá he ăn ngoài cám rang, cho cá ăn bằng bí rợ, cà chua hoặc các loại rau cải vụn. Các vùng Lấp Vò, Sá Đéc, mồi cho cá he bằng cơm nguội trộn với cám rang, nếu nhằm mùa tháng ba tháng tư có chuột đồng thì ruột chuột, da chuột làm mồi cho cá trong ao hồ, nhằm mùa tháng mưa hoặc tháng nước lên có cua ốc nhiều người bằm cua ốc cho cá ăn cá mau lớn.
Nguồn thức ăn cho cá he vàng khi nuôi nhốt chủ yếu là cá vụn, cua, ốc, tép, rau muống xắt nhuyễn nhồi với bột gòn và tấm, cám tạo thành những viên tròn nhỏ bằng hòn bi rải trong bè cho cá ăn. Mỗi ngày, cho cá ăn từ 2 đến 3 lần với lượng thức ăn bằng 25% trọng lượng con cá. Tước khi thu hoạch cá khoảng 2 tháng, cho cá ăn thúc với nguồn thức ăn bổ sung là hột gòn và lúa ủ mộng.

## Đánh bắt

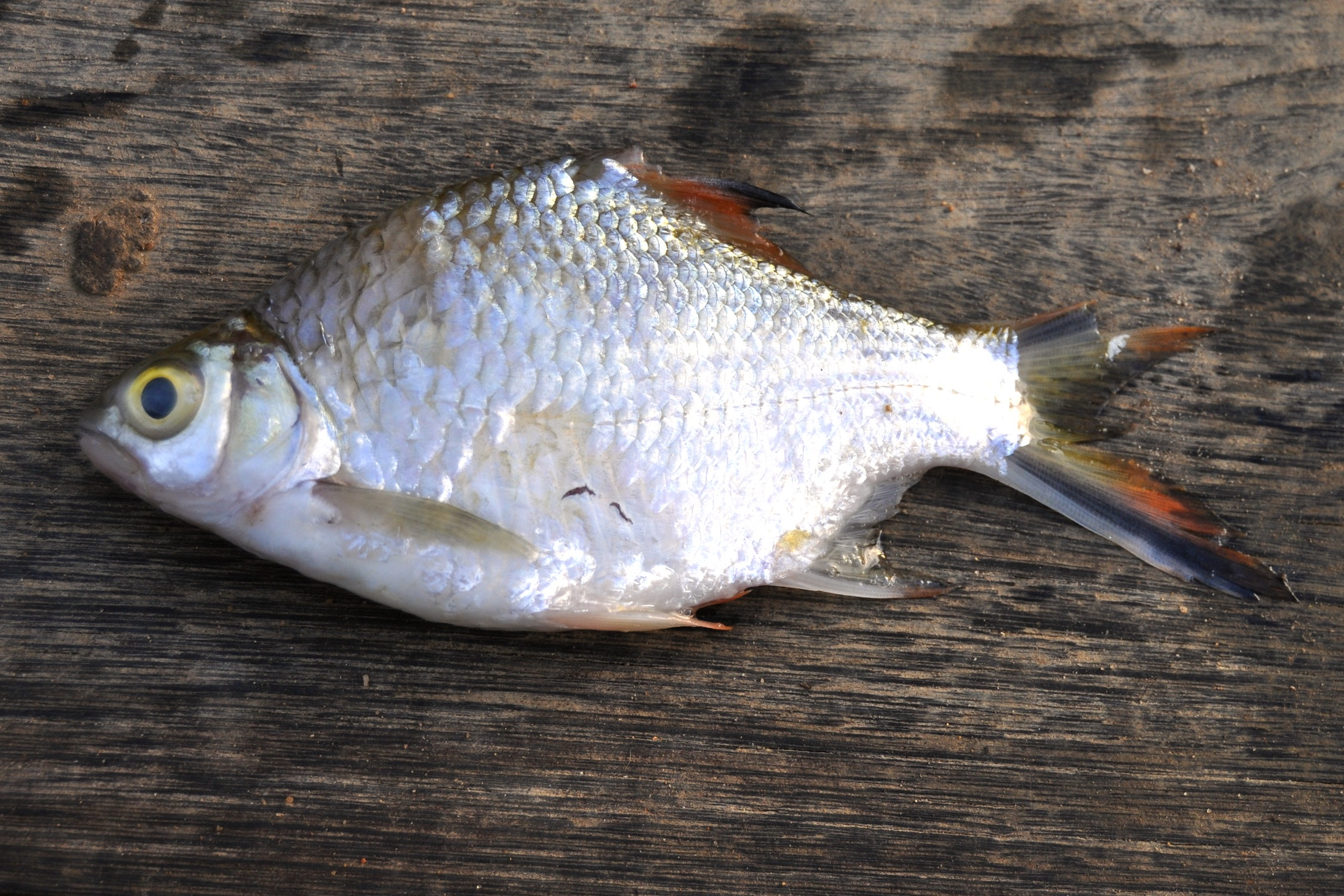

Cách bắt cá he nơi sông Cái như sông Tiền Giang, sông Hậu Giang bằng chất chà bó nơi những khúc sông không sâu lắm, bó nhánh tre và chất chà bó để dụ cá he vô ở và mỗi tháng hoặc hai tháng dỡ chà một lần tùy theo chỗ cá nhiều hoặc ít. Câu cá he thường dùng những loại mồi mà chúng ưa thích, cá he thích ăn hột bông gòn. Vùng thôn quê của các tỉnh giáp với biên giới Campuchia như Châu Đốc, Kiến Phong, Kiến Tường thì câu cá he bằng mồi hột bông gòn.
Muốn câu cá he to và bắt được nhiều, người dân chuẩn bị thu nhặt hột bông gòn từ năm ba tháng trước. Khi nước dừng chảy, dòng nước ở sông rạch không còn luân lưu chảy siết, chỉ chảy lờ đờ. Trong đồng ruộng nước yên ắng, đây là thời điểm câu cá he bằng hột bông gòn. Một năm, có độ hai tuần để câu cá he bằng hột bông gòn và cũng chỉ bắt được cá he. Nơi nào hột bông gòn còn nguyên, chứng tỏ nơi đó không có cá he. Một địa điểm, câu được cá he chỉ trong vòng mười, mười lăm phút là tối đa. 

## Ẩm thực
Cá he, một loài cá quý, ngon của họ cá trắng, nhưng cá he có nhiều xương. Cá he ngon, béo, cao cấp của loài cá trắng, thuộc họ hàng cá mè ở vùng nước ngọt. Cá he làm món ăn ngon nhứt là chiên tươi. Có người đánh vẩy và cũng có người không, chỉ mổ bụng lấy lòng ruột bỏ đi, nhưng để lại mỡ và gan. Mỡ cá he dùng để chiên lại cá vẫn thừa, người ta nhét một ít mỡ lại vào bụng cá, chặt bỏ một chút cái mỏ nhọn, vạt hai cái vách của mang cá, mang cá lại để nguyên.
Rửa thật sạch nhiều lần, mang cá có rất nhiều nhớt, dùng muối bọt rửa mang cá mới sạch hết nhớt. Cá để nguyên con, chảo thật nóng đã có mỡ phi hành tỏi thơm phức. Mỡ có thể dùng mỡ heo hoặc mỡ cá he vừa mới làm, hoặc dầu ăn, cho cá he vào. Ở nhà quê, có nhiều cá, không khi nào người ta ăn cá đã chết lâu dùng vào các món ăn chiên, nướng tươi hoặc kho, nấu canh.

## Nuôi cá he vàng
Trước khi thả cá he giống vào bè một ngày, vệ sinh bè bằng 7 kg vôi bột để phòng tránh dịch bệnh xảy ra cho cá nuôi. Vào thời điểm giao nhau giữa cơn thủy triều (nước đứng lớn hoặc đứng ròng) trong nước lúc này thiếu oxy, thì thường xuyên quạt bè và tháo gỡ rác bám vào bè để tăng cường dưỡng khí cho đàn cá. 